# Ornithogalum capillaris
Ornithogalum capillaris är en sparrisväxtart som beskrevs av John Medley Wood och Maurice Smethurst Evans. Ornithogalum capillaris ingår i släktet stjärnlökar, och familjen sparrisväxter. Inga underarter finns listade i Catalogue of Life.